# دانیل گنوف
دانیل گنوف (بلغاری: Даниел Недялков Генов؛ زادهٔ ۱۹ مهٔ ۱۹۸۹) بازیکن فوتبال اهل بلغارستان است.
از باشگاه‌هایی که در آن بازی کرده است می‌توان به باشگاه فوتبال بوتو پلوودیو، باشگاه فوتبال لوکوموتیو صوفیه، باشگاه فوتبال شماخی، و باشگاه فوتبال سیمرغ زاقاتالا اشاره کرد.
وی همچنین در تیم ملی فوتبال زیر ۲۱ سال بلغارستان بازی کرده است.